# St. Trinitatis (Sohnstedt)

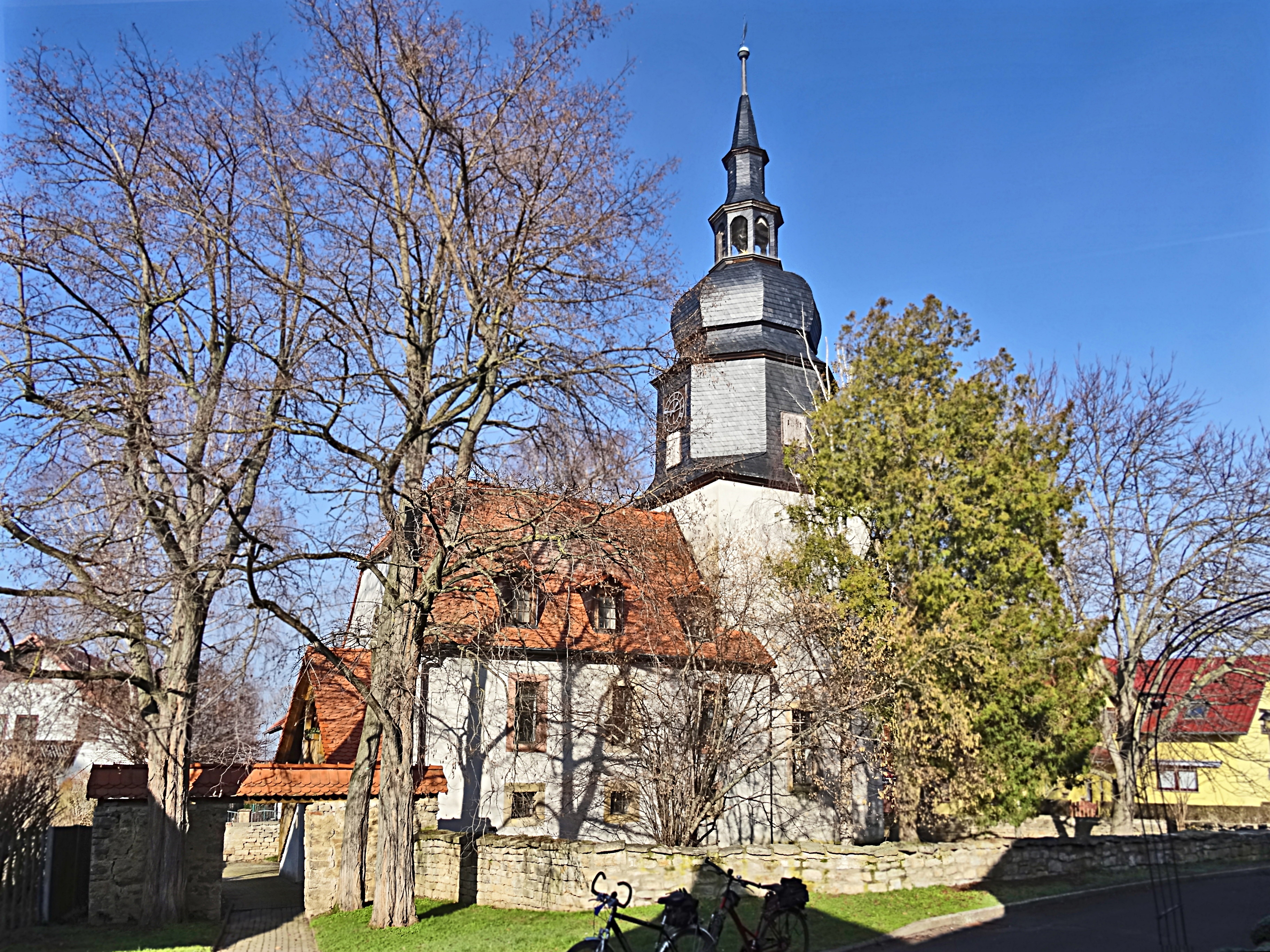
St. Trinitatis (Sohnstedt)

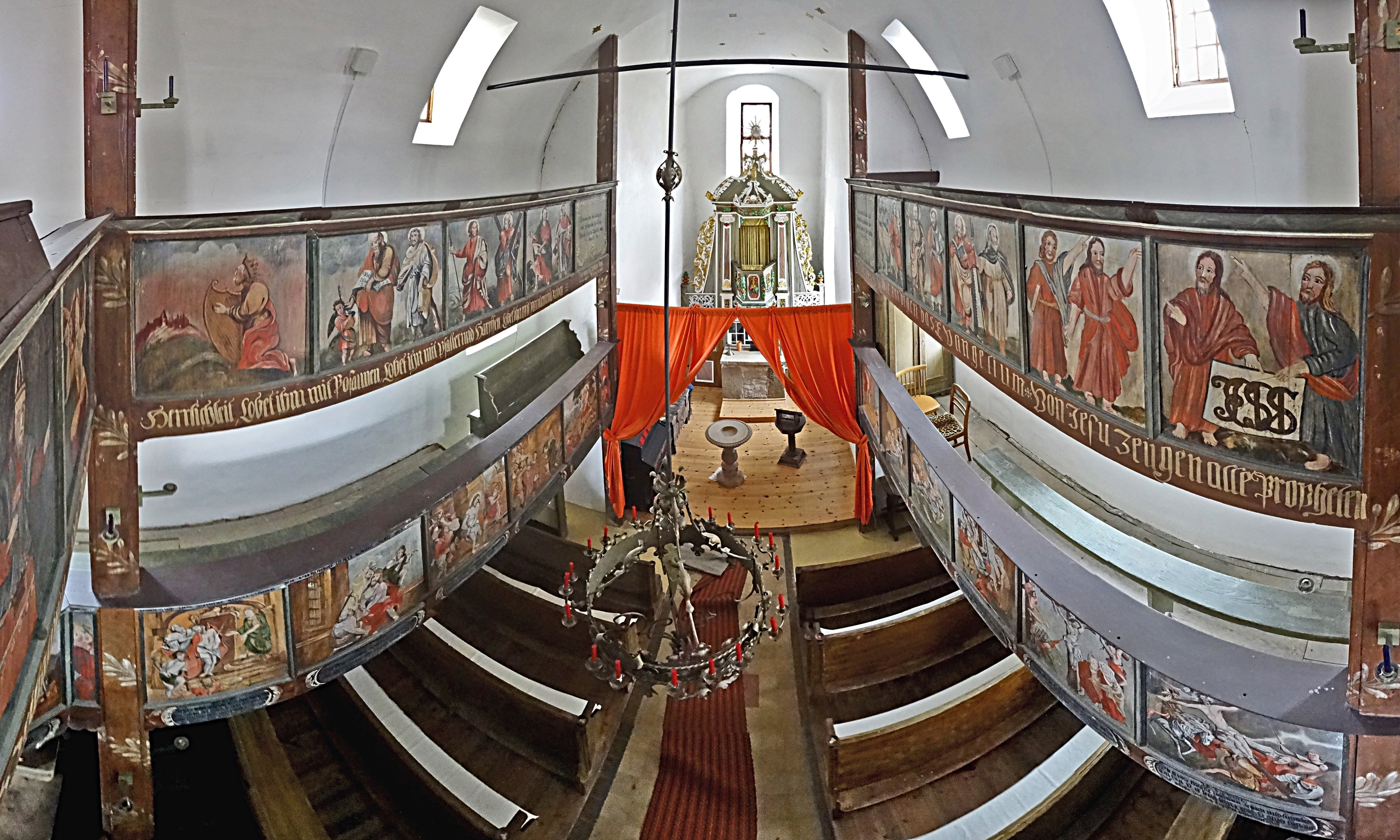
Innenraum-Panorama

Die evangelische Dorfkirche St. Trinitatis steht im Ortsteil Sohnstedt der Gemeinde Grammetal im Landkreis Weimarer Land in Thüringen. Die Gemeinde gehört zum Kirchengemeindeverband Klettbach im Kirchenkreis Weimar der Evangelischen Kirche in Mitteldeutschland.

## Lage
Sie liegt in der Nordostecke des Rundlingsdorfes und ist für die Gläubigen und Besucher gut erreichbar.

## Geschichte
Die Kirche war ursprünglich eine romanische Chorturmkirche. 1717 wurde sie barockisiert. Der Kirchturm ist 1729 erbaut worden.

## Architektur und Ausstattung
Ein überdachter Treppenaufgang an der Außenseite führt zu den umlaufenden Emporen vom Anfang des 18. Jahrhunderts. Ihre Stützen reichen bis an das schiffsbreite, verputzte, hölzerne Tonnengewölbe und teilen die Kirchenraum so in Mittelschiff und zwei schmale Seitenschiffe. Trotz ihrer geringen breite ist St. Trinitatis eine Emporenhalle. Die Brüstungen sind in Felder unterteilt, die mit Darstellungen von Szenen aus dem Leben Christi und der Apostel bemalt sind, von Johann Christoph Koch. Der barocke Kanzelaltar stammt von 1775. Eine mittelalterliche Truhe mit Eisenbeschlägen ist ebenfalls erhalten.

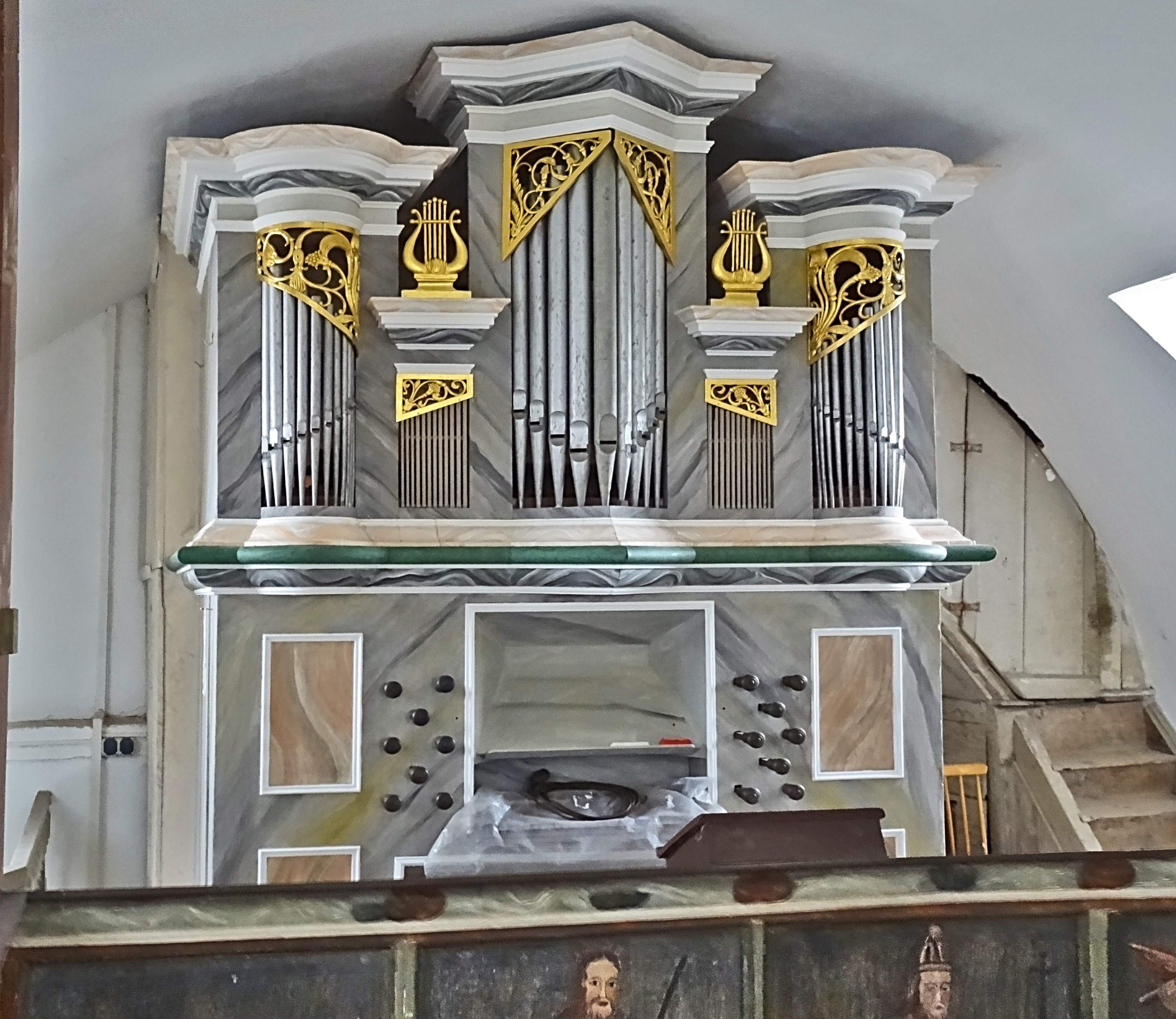
Volckland-Orgel

Die Orgel von Franciscus Volckland ist stark beschädigt und daher nicht mehr bespielbar. Sie wurde 1721 erbaut und hat 14 Register auf zwei Manualen und Pedal.

## Sanierungszustand
1990 stand das Gotteshaus vor dem Verfall. Mit Fördermitteln und persönlichem Einsatz konnte die Kirche gerettet werden. Die Arbeiten fanden mit der Wiedereinweihung des Kanzelaltars im Jahr 2008 einen vorläufigen Abschluss; die historische Orgel bedarf aber weiterhin einer Wiederherstellung.